# Alfred Hettner

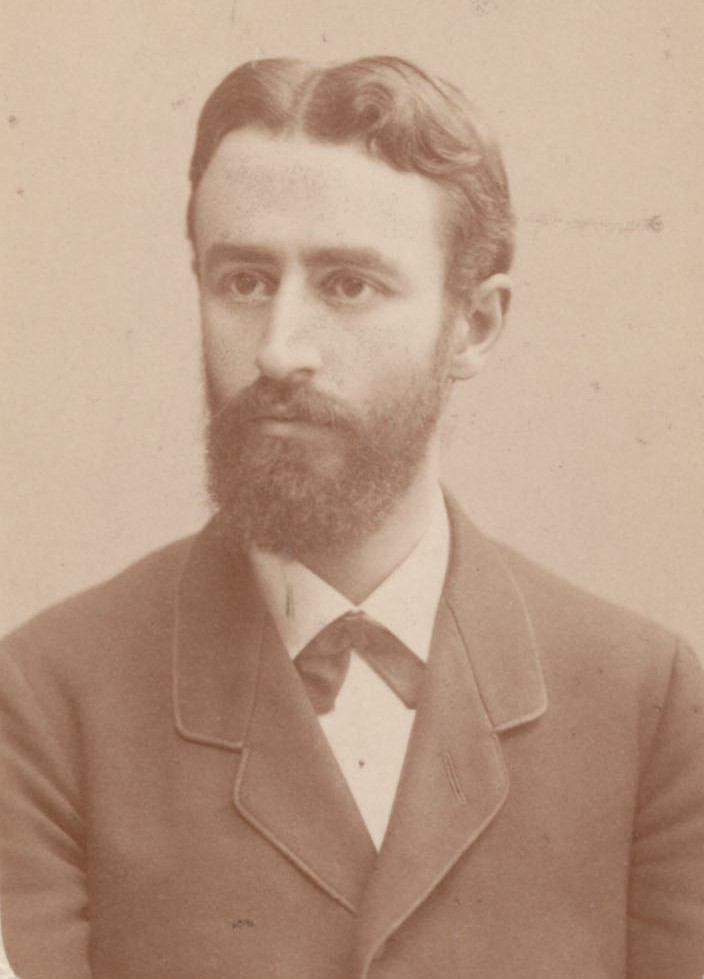
Alfred Hettner (1897)

Alfred Hettner (* 6. August 1859 in Dresden; † 31. August 1941 in Heidelberg) war ein deutscher Geograph und Professor an den Universitäten Tübingen und Heidelberg. Er studierte in Halle, Bonn und Straßburg Geografie, Geologie und Philosophie. Hettner gilt als Begründer einer chorologisch-regionalgeographischen Tradition. Hettners regionales Interesse, welches viele seiner Schüler teilten, galt besonders Südamerika und Ostasien. Zudem war er langjähriger Sektionsführer der Deutschen Kolonialgesellschaft (DKG).

## Leben
Alfred Hettner war ein Sohn des Literatur- und Kunsthistorikers Hermann Hettner und dessen zweiter Frau Anna geb. Grahl (1838–1897). Einer seiner Brüder war der Jurist und Abgeordnete Franz Hettner, Halbbrüder aus der ersten Ehe seines Vaters waren der Archäologe Felix Hettner und der Mathematiker Georg Hettner.
Hettner war der erste deutsche Geograph, der Universitätsprofessor wurde, ohne aus einem anderen Fach zur Erdkunde zu wechseln. Nach seinem Studium in Halle, Bonn und Straßburg promovierte er an der Universität Straßburg mit einer Dissertation über Das Klima von Chile und Westpatagonien (1881) bei Georg Gerland und habilitierte sich 1887 in Leipzig bei Friedrich Ratzel. 1894 wurde er Titularprofessor in Leipzig und wechselte 1897 an die Universität Tübingen, wo er der erste außerordentliche Professor für Geographie wurde. Doch schon 1899 wechselte er an die Universität Heidelberg, wo er zunächst a.o. Professor war und 1906 den neu errichteten Lehrstuhl für Geographie erhielt. Diesen hatte er bis zu seiner Emeritierung 1928 inne.
Hettner führte mehrere ausgedehnte Forschungsreisen in der ganzen Welt durch, unter anderem nach Südamerika (vor allem in die kolumbianischen Anden), nach Russland, nach Ostasien (u. a. nach Indien) und nach Nordafrika. Von 1920 bis 1931 (evtl. länger) war Hettner Vorsitzender der Heidelberger Abteilung der Deutschen Kolonialgesellschaft.

### Kolumbien-Reise
Obwohl Alfred Hettner sich in der Geschichte der deutschen Geographie verdient gemacht hat, wurde den Inhalten seiner Werke wenig Aufmerksamkeit geschenkt. Insbesondere seine frühen Veröffentlichungen, beispielsweise Reisen in den columbianischen Anden (1888) oder Die Kordillere von Bogotá (1892), sind weder in Deutschland noch in Kolumbien einem größeren Publikum bekannt.
Alfred Hettner reiste zwischen 1882 und 1884 hauptsächlich durch die  kolumbianische Ostkordillere, machte jedoch auch eine kurze Reise in die Zentralkordillere. Unterwegs musste der damals noch junge Hettner seine anfangs hochgesteckten Ziele nach und nach herunterschrauben. Bei seinen Beobachtungen stellte er die Untersuchung des Naturraums und der geologischen Struktur der Ostkordillere, deren Morphologie und ihre genaue Kartierung in den Vordergrund. Hingegen vernachlässigte er sozialgeographische Inhalte weitgehend, obwohl diese aus heutiger Sicht sehr interessant gewesen wären. Seine Aussagen zur Stadtgeographie Bogotás und den damit verbundenen Problemen erweisen sich sowohl auf die kolumbianische Gegenwart übertragbar als auch auf die Situation anderer hispanoamerikanischer Metropolen. Aktuelle Geographen wie Peter Weichhart stellen allerdings klar, dass manche Aussagen Hettners zurückgewiesen werden müssen: So vertrat er die naturdeterministische Vorstellung, dass sich Lebensweisen und sogar Charaktereigenschaften von Menschen durch die natürlichen Umweltbedingungen erklären ließen. Diese Denkweise gilt heutzutage als veraltet.

### Schüler
Hettner führte eine vergleichsweise geringe Zahl junger Geographen zu Promotion, von denen allerdings sehr viele auf Professuren berufen wurden. Vertreter der ersten Generation  Hettners regionalgeographischer Schule waren unter anderen:
- Wilhelm Credner (Südostasien)
- Albert Kolb (Südostasien, Ostasien)
- Friedrich Metz
- Oskar Schmieder (Südamerika, Mittelamerika)
- Heinrich Schmitthenner (Ostasien)
- Leo Waibel (Südamerika, Zentralafrika)
- Martha Krug-Genthe

Deren Schüler, Vertreter der zweiten Generation, umfassten beispielsweise Helmut Blume, Jürgen Newig, Gottfried Pfeifer, Josef Schmithüsen, Franz Tichy und Herbert Wilhelmy.

## Gegnerschaft zu Siegfried Passarge
Ein Themenbereich, in dessen Diskussion Hettner viel Energie steckte, war die Landschaftsgeographie. Sie wurde 1919 von Siegfried Passarge (Professor am Kolonialinstitut Hamburg) in seinem 3-bändigen Lehrbuch Die Grundlagen der Landschaftskunde begründet. Er wollte dieses Teilgebiet der Geographie von der rein morphologischen zu einer umfassenderen Betrachtungsweise der Landschaft führen, indem er sie um die Querverbindungen zur Orographie, Geologie, Geomorphologie und Klimatologie sowie Pflanzen- und Tierwelt ergänzte.
Hettner wandte sich heftig gegen diese ihm künstlich erscheinende Sichtweise. Für ihn war insbesondere die vergleichende Landschaftskunde unannehmbar. Zitat aus einer Streitschrift: „Aber in den dort entwickelten Grundsätzen ist doch gar nichts Neues, wenn man statt des Wortes ‚landschaftskundlich‘ ‚geographisch‘ setzt.“ Er sah die bisherige Länderkunde für völlig ausreichend und plädierte im Widerspruch zu Passarge für eine chorografische Sicht der Landschaft:  sie entspreche einer Stufenleiter von Individualräumen, welche die verschiedenen Erdräume nach Größe einteilt in Erdteil, Land, Landschaft und schließlich Örtlichkeit als kleinste Einheit der Größengliederung.
Der zentrale Kritikpunkt Hettners war aber, dass Passarges selbständige räumliche Landschaftskunde ohnehin der (bisherige) Inbegriff der Geographie sei: Als Wissenschaft von der „Auffassung der Erdoberfläche nach ihrer räumlichen Verschiedenheit“ habe sie eine besondere chorologische Betrachtungsweise, die „nur ihr als Wissenschaft eignet und ihre Daseinsberechtigung im System der Wissenschaften begründet. Die Chorologie weist der Geographie den Status der Raumwissenschaft zu, so wie man von Geschichte als Zeitwissenschaft sprechen könnte“.

## Ehrungen
Zu Ehren Hettners wurde der Hettnerweg in Berlin-Wilhelmstadt nach ihm benannt. 1930 hatte ihn die Österreichische Akademie der Wissenschaften zum korrespondierenden Mitglied gewählt. Diese Mitgliedschaft wurde 1940 aufgrund Hettners Herkunft aberkannt und 1945 wiederhergestellt. Seit 1910 war er außerordentliches Mitglied der Heidelberger Akademie der Wissenschaften.

## Schriften (Auswahl)
Alfred Hettner war Gründer der Geographischen Zeitschrift, die er auch lange Jahre als Herausgeber leitete. Durch seine neuartige und weitgefasstere Betrachtung der Geographie wird er als einer der wissenschaftlichen Begründer der Geographie in Deutschland angesehen.
- Alfred Hettner (1881): Das Klima von Chile und Westpatagonien. Dissertation. Strassburg.
- Alfred Hettner (1887): Gebirgsbau und Oberflächengestaltung der Sächsischen Schweiz. Habilitationsschrift. Stuttgart.
- Alfred Hettner (1893): Regenverteilung, Pflanzendecke und Besiedelung der tropischen Anden. Festschrift Ferdinand Freiherrn von Richthofen zum sechzigsten Geburtstag. Berlin, S. 197–234.
- Alfred Hettner (1897): Grundzüge der Länderkunde. I. Band Europa. Leipzig.
- Englands Weltherrschaft und der Krieg. Leipzig 1915.[4]
- Alfred Hettner (1923): Methodische Zeit- und Streitfragen. Geographische Zeitschrift Bd. 29, S. 49–50
- Alfred Hettner (1927): Die Geographie, ihre Geschichte, ihr Wesen und ihre Methoden. Breslau.